# Дніпропетровськ (фрегат)
«Дніпропетро́вськ» — фрегат проєкту 1135 (шифр «Буревестник», англ. Krivak-I class за класифікацією НАТО), багатоцільовий корабель Військово-Морських Сил України. Бортовий номер U134. До 01.08.1997 — сторожовий корабель Чорноморського флоту «Беззавєтний» (рос. «Беззаветный»).

## Особливості проєкту
Проєкт 1135 був створений на перехресті двох напрямків в еволюції протичовнових кораблів радянського флоту — малих (проєкти 159 і 35) і великих (проєкт 61). У той час Радянський ВМФ виходив у світовий океан, і його головним завданням вважалася боротьба з атомними підводними човнами потенційного противника.
Тактико-технічне завдання на проєкт 1135 було сформоване у 1964 році. Основне призначення сторожового корабля було «тривале патрулювання з метою пошуку і знищення підводних човнів противника і охорона кораблів і суден на переході морем». В результаті був створений вдалий проєкт газотурбінного корабля, здатного діяти в морській зоні. Вперше на вітчизняному кораблі відносно невеликої водотоннажності вдалося розмістити потужне протичовнове озброєння. Спочатку основним озброєнням корабля був ракето-торпедний комплекс «Мєтєль», призначений для знищення підводних човнів. Пізніше, у тому числі на «Беззавєтному» він був замінений на сучасніший УРПК-5 «Раструб» з ракетоторпедою 85РУ, здатною уражати не тільки підводні, а і надводні цілі.
Всього у 1968–1979 роках було побудовано 21 сторожовий корабель проєкту 1135.

## Історія корабля
Великий протичовновий корабель «Беззавєтний» (заводський № 14)  був зарахований в списки кораблів ВМФ СРСР 4 червня 1973 року. Закладений на Керченському суднобудівному заводі «Залив» 28 травня 1976 року. Спущений на воду 7 травня 1977 року. 28 червня того ж року ВПК «Беззавєтний» перекласифікований в сторожовий корабель (СКР) і 30 грудня включений у бойовий склад ВМФ. 17 лютого 1978 року корабель увійшов у склад 30-ї дивізії протичовнових кораблів Чорноморського флоту.
У 1979 році в період з 10 по 13 серпня здійснив візит в порт Варна (Болгарія), з 26 по 31 березня 1987 року — в Стамбул (Туреччина). На початку 1980-х неодноразово виходив на бойові служби в Середземне море. У січні 1988 року в ході бойової служби в Середземному морі здійснив захід в порт в Тобрук (Лівія). В тому ж році завоював Приз Голонокомандувача ВМФ СРСР з протичовнової підготовки (у складі корабельної протичовнової ударної групи).
Начальник медичної служби з 1984 по 1985 був Олександр Віталійович Фіногеєв, в подальшому член Спілки письменників Росії, автор книг «В те дни в морях дороги наши были», «…и жизнь, и море, и любовь…» (2009), «Віра, Надія, Любов» (сборник, 2012), «По местам стоять!» (2013), «В жизни не поверю» (2014), «Миражи тумана» (2015), «Круги на воде» (2017), «Полоса прибоя» (2018), «Брызги океана» Небесне і земне: сборник Обдаровані мудрістю(2018)

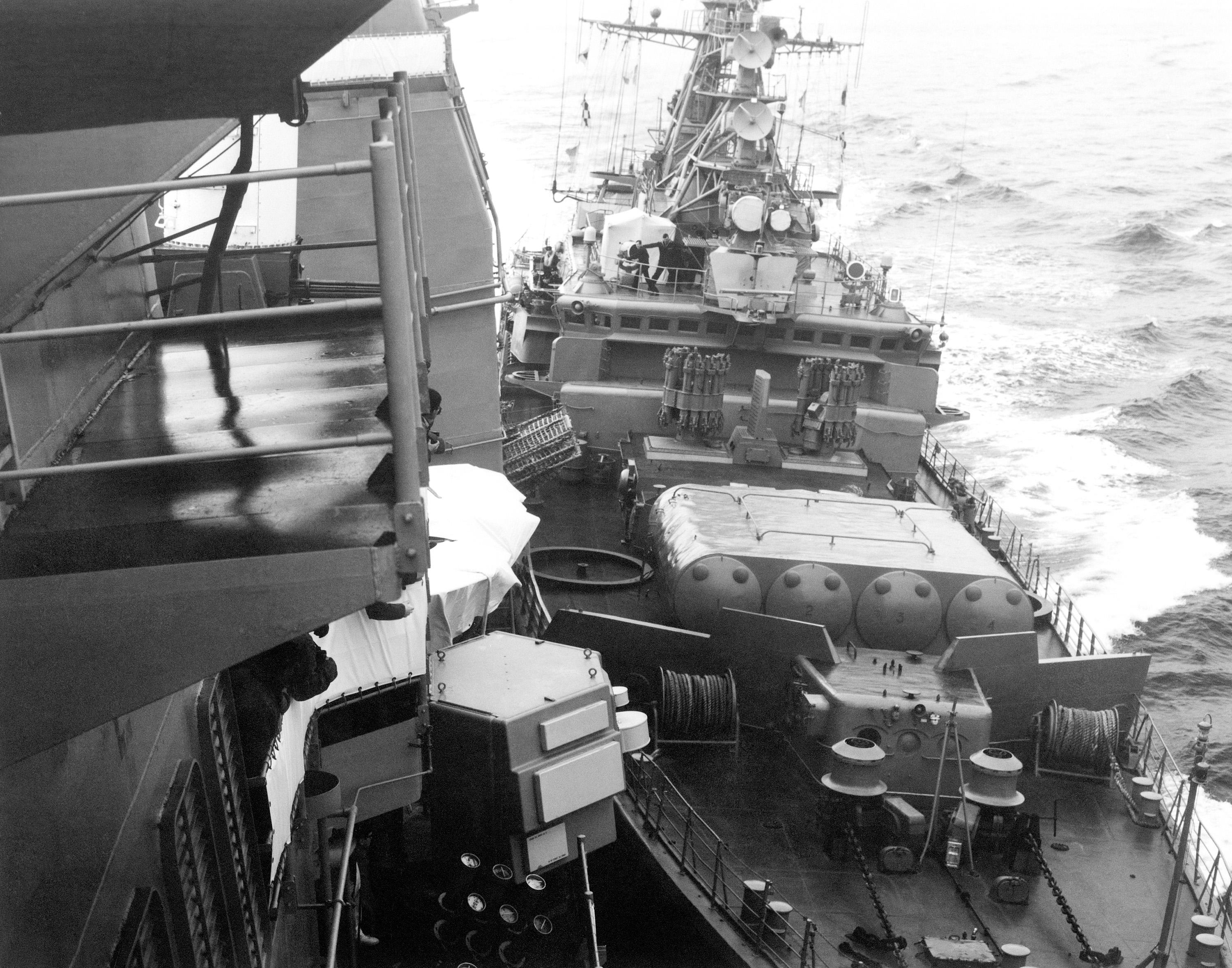
Навал «Беззавєтного» на корабель ВМС США. Фото з борту крейсера «Йорктаун». 12 лютого 1988

Цей корабель відомий тим, що безпосередньо брав участь у операції по витісненню з радянських територіальних вод в районі Форосу американських військових кораблів: 12 лютого 1988 року крейсер ВМС США «Йорктаун» (CG-48 Yorktown) та есмінець «Керон» (USS Caron (DD-970) під приводом права мирного проходу (ст. 17 Конвенції ООН з морського права 1982 р.) заглибилися в територіальні води СРСР в районі мису Форос. СКР «Беззавєтний» спільно з СКР-6 здійснювали стеження за американськими кораблями, а потім — їх витіснення з радянських територіальних вод. При цьому «Беззавєтний» здійснив навал на крейсер «Йорктаун». Після зіткнення з «Йорктауном» корабель втратив якір, отримав пробоїну в корпусі вище ватерлінії та пробоїну в акустичному бульбі. Після інциденту корабель близько місяця перебував у ремонті, після чого продовжив нести бойову службу.
14 липня 1997 року, згідно з українсько-російською угодою про параметри розподілу Чорноморського флоту розпочався процес передачі корабля ВМС України. В склад Військово-Морських Сил України корабель увійшов 1 серпня 1997 року, де отримав назву «Дніпропетровськ» і бортовий номер U134.
Через відсутність коштів на ремонт і відновлення технічної готовності корабля в ВМС України як бойова одиниця не використовувався. У грудні 2003 року корабель переведений в категорію «технічне майно», в квітні 2004-го командувач ВМС України підписав наказ про демілітаризацію та утилізацію корабля. 12 травня 2005 року затоплений в Чорному морі.